# Campeonato Mundial de Judo de 1991

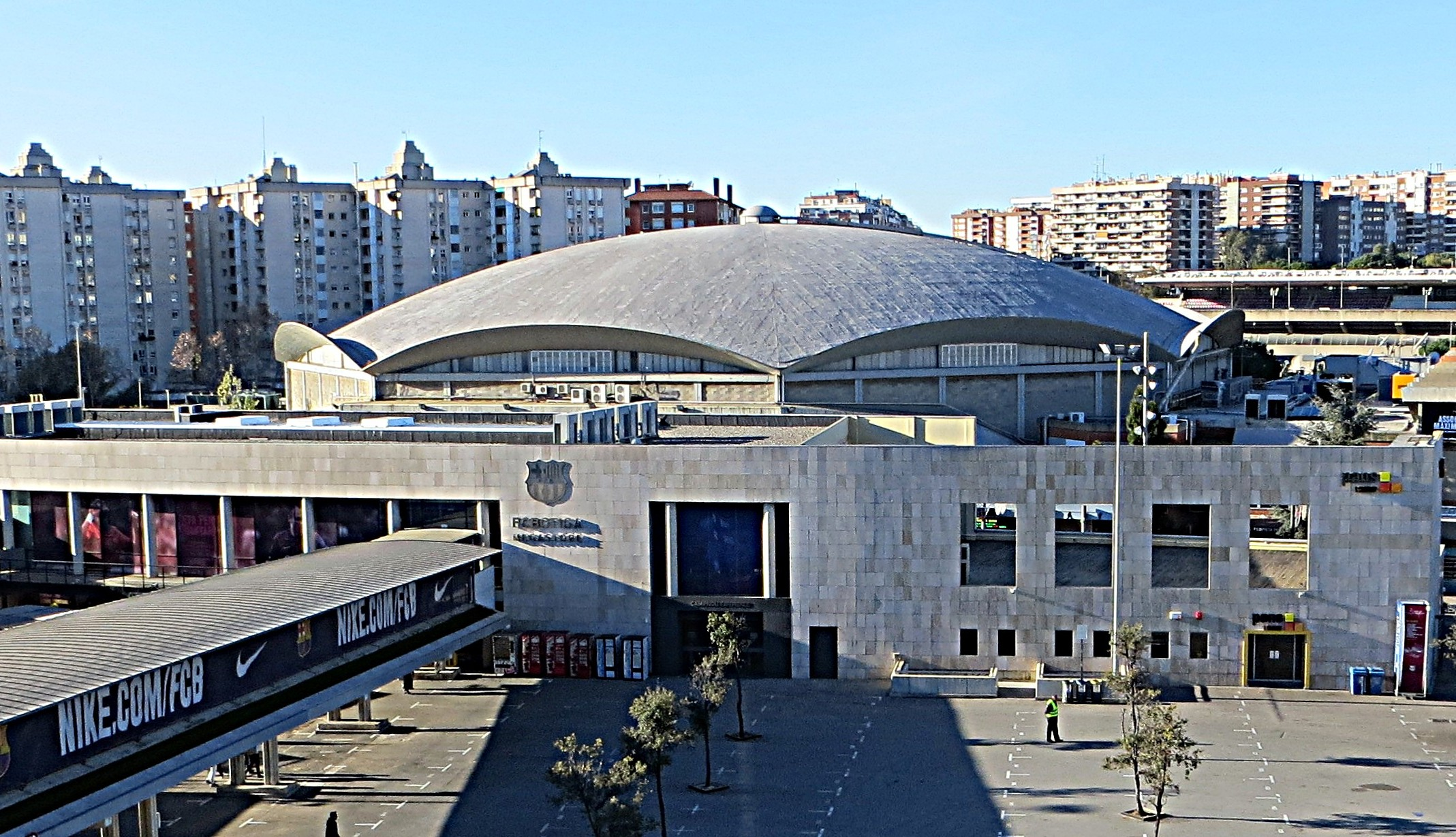
Palau Blaugrana

El XX Campeonato Mundial de Judo se celebró en Barcelona (España) entre el 25 y el 28 de julio de 1991 bajo la organización de la Federación Internacional de Judo (IJF) y la Real Federación Española de Judo. 
Las competiciones se realizaron en el Palau Blaugrana de la capital catalana. 

## Medallistas

### Masculino
| Evento            | Oro                       | Plata                          | Bronce                                                |
| ----------------- | ------------------------- | ------------------------------ | ----------------------------------------------------- |
| –60 kg            | Tadanori Koshino Japón    | Yoon Hyun Corea del Sur        | Nazim Hüseynov URSS Philippe Pradayrol Francia        |
| –65 kg            | Udo Quellmalz · Alemania  | Masahiko Okuma Japón           | Serguei Kosmynin URSS James Pedro Estados Unidos      |
| –71 kg            | Toshihiko Koga Japón      | Joaquín Ruiz Llorente · España | Vladimer Dgebuadze URSS Chung Hoon Corea del Sur      |
| –78 kg            | Daniel Lascau · Alemania  | Johan Laats · Bélgica          | Bashir Varayev URSS Hidehiko Yoshida Japón            |
| –86 kg            | Hirotaka Okada Japón      | Joseph Wanag Estados Unidos    | Waldemar Legień · Polonia · Giorgio Vismara · Italia  |
| –95 kg            | Stéphane Traineau Francia | Paweł Nastula · Polonia        | Marc Meiling · Alemania · Jiří Sosna · Checoslovaquia |
| +95 kg            | Serguei Kosorotov URSS    | Frank Moreno García · Cuba     | Kim Kun-Soo Corea del Sur Naoya Ogawa Japón           |
| Categoría abierta | Naoya Ogawa Japón         | David Jajaleishvili URSS       | Imre Csősz · Hungría · Georges Mathonnet · Francia    |

### Femenino
| Evento            | Oro                           | Plata                              | Bronce                                                         |
| ----------------- | ----------------------------- | ---------------------------------- | -------------------------------------------------------------- |
| –48 kg            | Cécile Nowak Francia          | Karen Briggs Reino Unido           | Legna Verdecia Rodríguez · Cuba · Ryoko Tamura · Japón         |
| –52 kg            | Alessandra Giungi · Italia    | Sharon Rendle Reino Unido          | Maritza Pérez Cárdenas · Cuba · Mutsumi Ueda · Japón           |
| –56 kg            | Miriam Blasco Soto · España   | Nicole Flagothier · Bélgica        | Nicola Fairbrother Reino Unido Li Zhongyun China               |
| –61 kg            | Frauke Eickhoff · Alemania    | Diane Bell Reino Unido             | Yael Arad Israel Cathérine Fleury Francia                      |
| –66 kg            | Emanuela Pierantozzi · Italia | Odalis Revé Jiménez · Cuba         | Ryoko Fujimoto Japón Kate Howey Reino Unido                    |
| –72 kg            | Kim Mi-Jung Corea del Sur     | Yoko Tanabe Japón                  | Laëtitia Meignan · Francia · Marion van Dorssen · Países Bajos |
| +72 kg            | Moon Ji-Yoon Corea del Sur    | Zhang Di China                     | Beata Maksymow · Polonia · Monique van der Lee · Países Bajos  |
| Categoría abierta | Zhuang Xiaoyan China          | Estela Rodríguez Villanueva · Cuba | Natalina Lupino · Francia · Claudia Weber · Alemania           |

## Medallero
| Núm. | País           | Oro | Plata | Bronce | Total |
| ---- | -------------- | --- | ----- | ------ | ----- |
| 1    | Japón          | 4   | 2     | 5      | 11    |
| 2    | Alemania       | 3   | 0     | 2      | 5     |
| 3    | Corea del Sur  | 2   | 1     | 2      | 5     |
| 4    | Francia        | 2   | 0     | 5      | 7     |
| 5    | Italia         | 2   | 0     | 1      | 3     |
| 6    | URSS           | 1   | 1     | 4      | 6     |
| 7    | China          | 1   | 1     | 1      | 3     |
| 8    | España         | 1   | 1     | 0      | 2     |
| 9    | Cuba           | 0   | 3     | 2      | 5     |
| 9    | Reino Unido    | 0   | 3     | 2      | 5     |
| 11   | Bélgica        | 0   | 2     | 0      | 2     |
| 12   | Polonia        | 0   | 1     | 2      | 3     |
| 13   | Estados Unidos | 0   | 1     | 1      | 2     |
| 14   | Países Bajos   | 0   | 0     | 2      | 2     |
| 15   | Checoslovaquia | 0   | 0     | 1      | 1     |
| 15   | Hungría        | 0   | 0     | 1      | 1     |
| 15   | Israel         | 0   | 0     | 1      | 1     |
|      | TOTAL          | 16  | 16    | 32     | 64    |